# Henri de Lamaze
Graaf Henri Paul Marie Edmond Beaudenom de Lamaze (Trélissac, 2 augustus 1918 – 1999) was na de Tweede Wereldoorlog tien jaar lang de beste amateurgolfer in Frankrijk.

## Leven en loopbaan
De ouders van Henry de Lamaze waren welgestelde mensen. 's Winters woonden ze in Parijs, 's zomers in Monte Carlo. Hij leefde van de inkomsten van de landgoederen van de familie in zuidwest-Frankrijk en hij had geërfd van zijn moeders moeder, die afstamde van de Michelins. Om zijn vader een plezier te doen, werd Henri op twintigjarige leeftijd lid van de Golf de Saint-Cloud. Toen hij handicap 18 had, won hij een klein toernooi maar daarna besloot hij te proberen hoe goed hij kon worden. Een jaar later was hij gezakt tot handicap 3 en haalde hij de kwartfinale van het nationaal kampioenschap. Hij speelde toernooien in België, Spanje en Italië en speelde in 1957 zelfs in de Masters.
In 1949, 1950 en 1952 deed hij mee aan het Brits Open. In 1952 werd hij 38ste.
Het jaar 1955 was zijn topjaar. Hij won niet alleen het Frans Amateur en de Coupe Mouchy, maar als amateur won hij ook het Open de España op Puerta de Hiero.
In 1958 speelde hij met het Franse team in de eerste editie van de Eisenhower Trophy. Non-playing captain was Jacques Leglise.
In 1966 haalde De Lamaze de halve finale van het Brits Amateur door Richard Anthony uit Alabama met 1 up te verslaan.

## Gewonnen
- Frans Amateur Kampioenschap in 1947, 1948, 1949, 1950, 1954, 1955 , 1956, 1957 en 1958
- Coupe Mouchy in 1948, 1949, 1950, 1951, 1953, 1954 en 1955
- Open de España in 1955
- Biarritz Cup in 1948, 1949, 1950, 1952, 1953 en 1954

## Teams
- Eisenhower Trophy: 1958[1]